# Vĩnh Châu, Tây Ninh
Vĩnh Châu là một xã thuộc tỉnh Tây Ninh, Việt Nam.

## Địa lý
Xã Vĩnh Châu có vị trí địa lý:
- Phía đông giáp xã Tuyên Bình, xã Tuyên Thạnh và xã Hậu Thạnh.
- Phía tây giáp xã Vĩnh Thạnh và xã Phú Cường thuộc tỉnh Đồng Tháp.
- Phía nam giáp xã Trường Xuân thuộc tỉnh Đồng Tháp.
- Phía bắc giáp xã Tân Hưng.

Xã Vĩnh Châu có diện tích tự nhiên 144,28 km², quy mô dân số năm 2025 là 13.022 người.

## Lịch sử

### Năm 2025
- Ngày 12 tháng 6 năm 2025, Quốc hội khóa XV ban hành Nghị quyết số 202/2025/QH15 về việc sắp xếp đơn vị hành chính cấp tỉnh[4]. Theo đó, sắp xếp toàn bộ diện tích tự nhiên, quy mô dân số của tỉnh Long An và tỉnh Tây Ninh thành tỉnh mới có tên gọi là tỉnh Tây Ninh.
- Ngày 16 tháng 6 năm 2025, Ủy ban Thường vụ Quốc hội khóa XV ban hành Nghị quyết số 1682/NQ-UBTVQH15 về việc sắp xếp các đơn vị hành chính cấp xã của tỉnh Tây Ninh năm 2025[5]. Theo đó, sắp xếp toàn bộ diện tích tự nhiên, quy mô dân số của các xã Vĩnh Đại, Vĩnh Bửu và Vĩnh Châu A [huyện Tân Hưng] thành xã mới có tên gọi là xã Vĩnh Châu.